# 吉田清司
吉田 清司（よしだ せいじ、1959年4月12日 - ）は岩手県盛岡市出身のバレーボール指導者。FC東京バレーボールチームの監督と総監督を歴任。専修大学法学部教授（スポーツ科学）。息子はフェンシングオリンピック代表選手の吉田健人。

## 来歴
1988年全日本女子コーチとしてソウルオリンピックを経験、1997年オーストラリア男子代表コーチ、2005年からは全日本男子アナリストに就任し北京オリンピック出場に貢献。2009年東アジア競技大会全日本男子代表監督を務めた。
2011年ロンドンオリンピック出場を目指す全日本男子チームのマネジャーに就任。

## 学歴
- 盛岡市立仁王小学校
- 盛岡市立黒石野中学校
- 岩手県立盛岡第三高等学校
- 岩手大学教育学部
- 筑波大学大学院体育研究科コーチ学専攻修士課程

## 指導歴
- 1985年 - 1988年 日立女子バレー部 コーチ
- 1985年 - 1988年 バレーボール全日本女子 コーチ
- 1988年 - 1994年 専修大学男子バレーボール部 コーチ / 監督
- 1997年 - 1998年 バレーボールオーストラリア男子代表 コーチ
- 2003年 -  MASTERPIECE コーチ
- 2005年 - バレーボール全日本男子 アナリスト
- FC東京バレーボールチーム
  - 2008年 - 2009年 監督
  - 2009年 - 2022年 総監督
- 東京グレートベアーズ
  - 2022年 - ハイパフォーマンスアドバイザー

## 関連情報
書籍
- スポーツを知る・する・考える これからのスポーツライフのために. 不昧堂出版. (1995)
- 基本から戦術まで バレーボール. 日東書院本社. (2002)
- バレーボール100Q入魂 -Thinking volleyball. 日本文化出版. (2005)

映像
- 『現場に役立つスポーツ医科学研究会 バレーボール編』（DVD）2012年。
- 『吉田清司のバレーボールコンセプト -基礎 から始める スパイク ＆ サーブ クリニック-』（DVD）2012年。
- 『『指導者のためのバレーボール“スカウティング”入門 』-元全日本アナリストが伝授する、バレーボールの真骨頂-』（DVD）2013年。
- 『バレーボール『スキルの玉手箱』オムニバス』（DVD）2014年。